# Sycophaga vicina
Sycophaga vicina är en stekelart som beskrevs av Mayr 1906. Sycophaga vicina ingår i släktet Sycophaga och familjen fikonsteklar.
Artens utbredningsområde är Kamerun. Inga underarter finns listade i Catalogue of Life.